# Транше

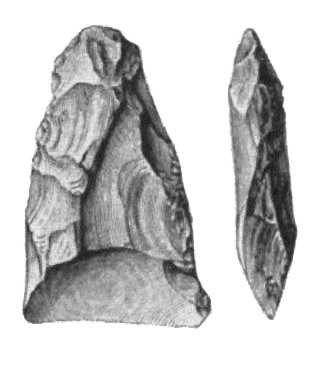
Топор транше из Дании

Транше (фр. tranchet, дословно — «зубило») — мезолитический каменный топор или тесло с острым рабочим краем, оформленным одним крупным сколом. Удар наносился сбоку в основание орудия, под прямым углом к его оси. Шлифовка орудия не применялась. Имеющаяся на лезвиях долго использовавшихся орудий шлифовка получена в процессе эксплуатации. При этом имелся эффект самозаточки. При необходимости лезвие могло быть обновлено и новым сколом.
Так же называют поперечнолезвийные микролитические наконечники стрел, применяемые в мезолите и неолите, напоминающие формой «срезни» последующих эпох. Разновидность этого типа имеет скошенный рабочий край.